# جامعة الرايخ

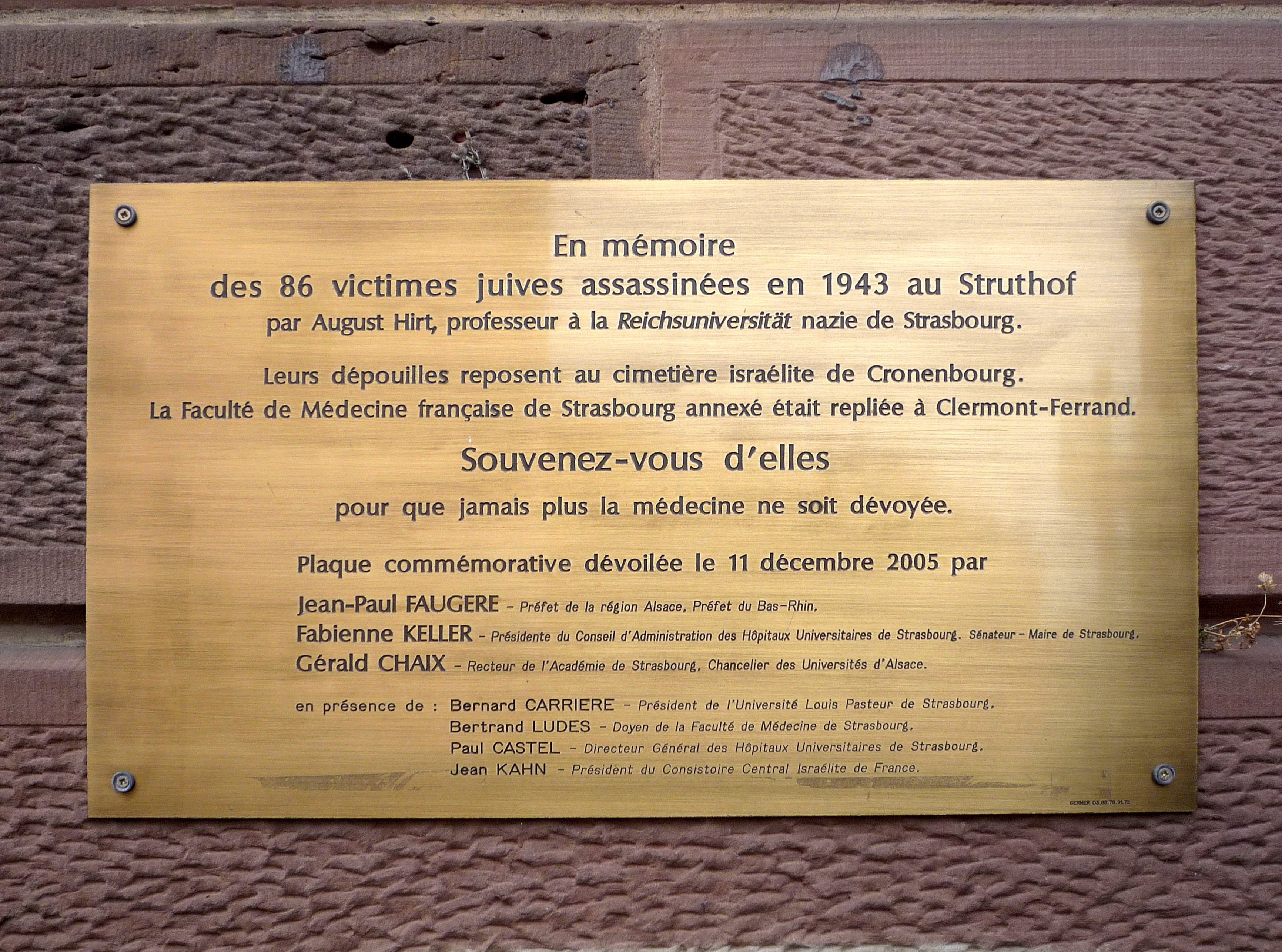
النصب التذكاري لضحايا البحوث العنصرية أغسطس هيرت في معهد علم التشريح في ستراسبورغ. اللوحة كما يلي: "في ذكرى 86 ضحية يهودية اغتيلوا في عام 1943 في شتورهوف على يد أوغست هيرت، الأستاذ في نايش راونس يونيفرسيت شتراسبرغ.
بقاياهم في مقبرة إسرائيلdm في كرونبورغ.
انتقلت كلية الطب الفرنسية المرفقة في ستراسبورغ إلى كليرمون فيران.

تأسست الرايخسونييفرسيت شتراسبورغ (جامعة الرايخ في ستراسبورج) عام 1941 من قبل الاشتراكيين الوطنيين في الألزاس، الملحق بألمانيا النازية، بينما انتقلت جامعة ستراسبورج العادية إلى كليرمون فيران في عام 1940. كان الغرض من ذلك هو خلق استمرارية للشخصية الألمانية لجامعة Kaiser-Wilhelm-Universität - كما تم تسمية جامعة ستراسبورج في الفترة من 1872 إلى 1918. في عام 1941، كان على عاتق الغزاة الألمان نشر «المعرفة الألمانية الخالصة» ذات الطابع الاشتراكي الوطني في الألزاس واللورين. عندما وصل الحلفاء إلى الألزاس في عام 1944، تم نقل جامعة الرايخ لأول مرة إلى توبنغن ثم تم حلهh.
وكان من بين الأساتذة المقيمين في جامعة الرايخ كارل فريدريش فون فايتساكر ورودولف فليشمان ووالتر نوداك بالإضافة إلى الطبيب النازي ومجرم الحرب أوغست هيرت. لقد أجرى تجاربه في «علم التشريح العنصري» في معهدها «دي أناتومي نورمال» وخطط لجمع الهياكل العظمية اليهودية.

### اقتباسات
1. ↑  "Le Cercle MENACHEM TAFFEL". judaisme.sdv.fr. مؤرشف من الأصل في 2020-01-25.